# Antoni Pons i Farré
Antoni Pons i Farré (? - 1942), més conegut com el poeta Cubellés, fou un poeta i candidat batlle de Cubelles per Esquerra Republicana de Catalunya en les primeres eleccions democràtiques de 1979.
Era fill de Cal Presumit, a Cubells. Va dedicar-se a la pagesia tota la seva vida però tan aviat va aprendre a llegir i escriure descobrí el que seria la seva veritable passió, la poesia. Qualsevol motiu o esdeveniment a Cubells donava l'abast perquè els glossés amb versos. Fins i tot, a l'anvers de les seves targetes de presentació, a part d'incorporar-hi el seu nom, el de la seva dona, Francesca Poch, i el del seu fill Josep, hi figurava sempre algun poema. Militant d'Esquerra Republicana de Catalunya, es va presentar com a alcaldable a les primeres eleccions democràtiques, tot i que no en sortí elegit. Formà part de l'oposició en el consistori, com a representant d'ERC. Defensor del catalanisme, va recórrer durant anys les comarques lleidatanes encapçalant una cobla sardanista de la que n'era el músic més popular i carismàtic, ja que sempre portava una barretina, símbol distintiu de «l'avi de Cubells», com també se'l coneixia.
Una de les seves creacions més emotives, és la que va dedicar a l'amic i metge del poble, el Dr Joan Guarro, quan va morir de forma prematura el febrer de l'any 1942 mentre exercia la seva professió en aquest poble de la Noguera:
Vau veure la llum del món

a la capital comtal

i a la vila de Cubells

hi vau fer l'últim badall.

Quan éreu molt jovenet

vau perdre la dolça mare

i com que éreu a la ciutat

vau fer el batxillerat

fent la vida de captaire.

Éreu bon amic dels pobres

en tot moment generós.

No volíeu els burgesos

éreu amic dels pagesos

honrats i treballadors.

Abnegat, august, lleial,

estimàveu els amics

consolàveu els malalts

vivíeu gelós per ells

amb sentiment fraternal.

De vos rebérem ajut amb acollença admirable

i ara ens sentim dolguts;

no estiguéreu amb nosaltres

a la terra catalana

el temps que hauríem volgut.

I a la cambra quan moríeu

no us vetllaren els senyors

eren menestrals del poble

pagesos de cor ben noble

però tots treballadors.

Rere les vostres despulles

tot un poble us va seguir

la multitud murmurava

hem perdut un senyor metge

més que un metge, un gran amic.

Descanseu en pau bon mestre

que us ha arribat el descans

els amics que vos deixàreu

són els mateixos d'abans.